# Лед (ТВ филм из 1982)
„Лед” је југословенска ТВ драма из 1982. године. Режирао ју је Славољуб Стефановић Раваси а сценарио је написао Радош Бајић.

## Улоге
| Глумац            | Улога |
| ----------------- | ----- |
| Радош Бајић       |       |
| Бранка Митровић   |       |
| Милосије Павловић |       |
| Зоран Стојиљковић |       |